# Mardié
Mardié ist eine französische Gemeinde mit 3.083 Einwohnern (Stand: 1. Januar 2022) im Département Loiret in der Region Centre-Val de Loire. Sie gehört zum Arrondissement Orléans und zum Kanton Saint-Jean-de-Braye. Die Einwohner werden Mardésiens genannt.

## Geographie
Mardié liegt rund zehn Kilometer ostsüdöstlich von Orléans am Nordufer der Loire und am Canal d’Orléans. Umgeben wird Mardié von den Nachbargemeinden Vennecy im Norden, Donnery im Osten, Saint-Denis-de-l’Hôtel im Südosten, Jargeau im Süden und Südosten, Bou im Süden und Südwesten, Chécy im Westen sowie Boigny-sur-Bionne im Nordwesten.
Durch das Gemeindegebiet verläuft die autobahnähnlich ausgebaute Départementsstraße D2060, die von Châteauneuf-sur-Loire nach Orléans führt und als Zubringer zur Autobahn A10 dient.

## Bevölkerungsentwicklung
| Jahr      | 1962 | 1968 | 1975 | 1982 | 1990 | 1999 | 2006 | 2018 |
| Einwohner | 878  | 1062 | 1276 | 1791 | 2070 | 2370 | 2550 | 2872 |

## Sehenswürdigkeiten
- Kirche Saint-Martin aus dem 12. Jahrhundert, seit 2006 Monument historique
- Ruine der alten Priorei
- Schlossruine La Perrière mit Remise
- Haus Irene, heutige Bibliothek und Museum
- Schloss Latingy
- Waschhaus (Lavoir)
- Eisenbahnbrücke, 1873 eröffnet

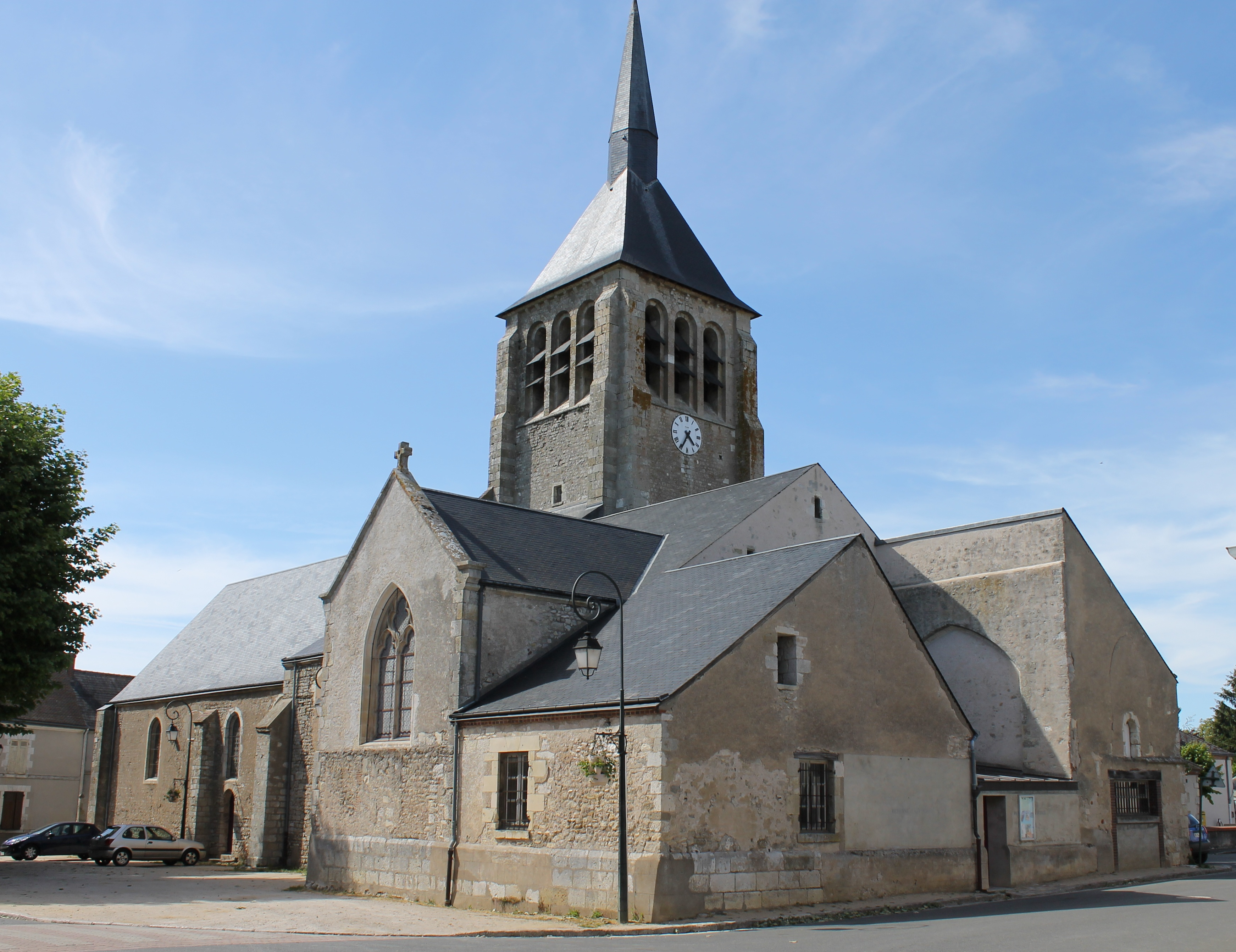
Kirche Saint-Martin
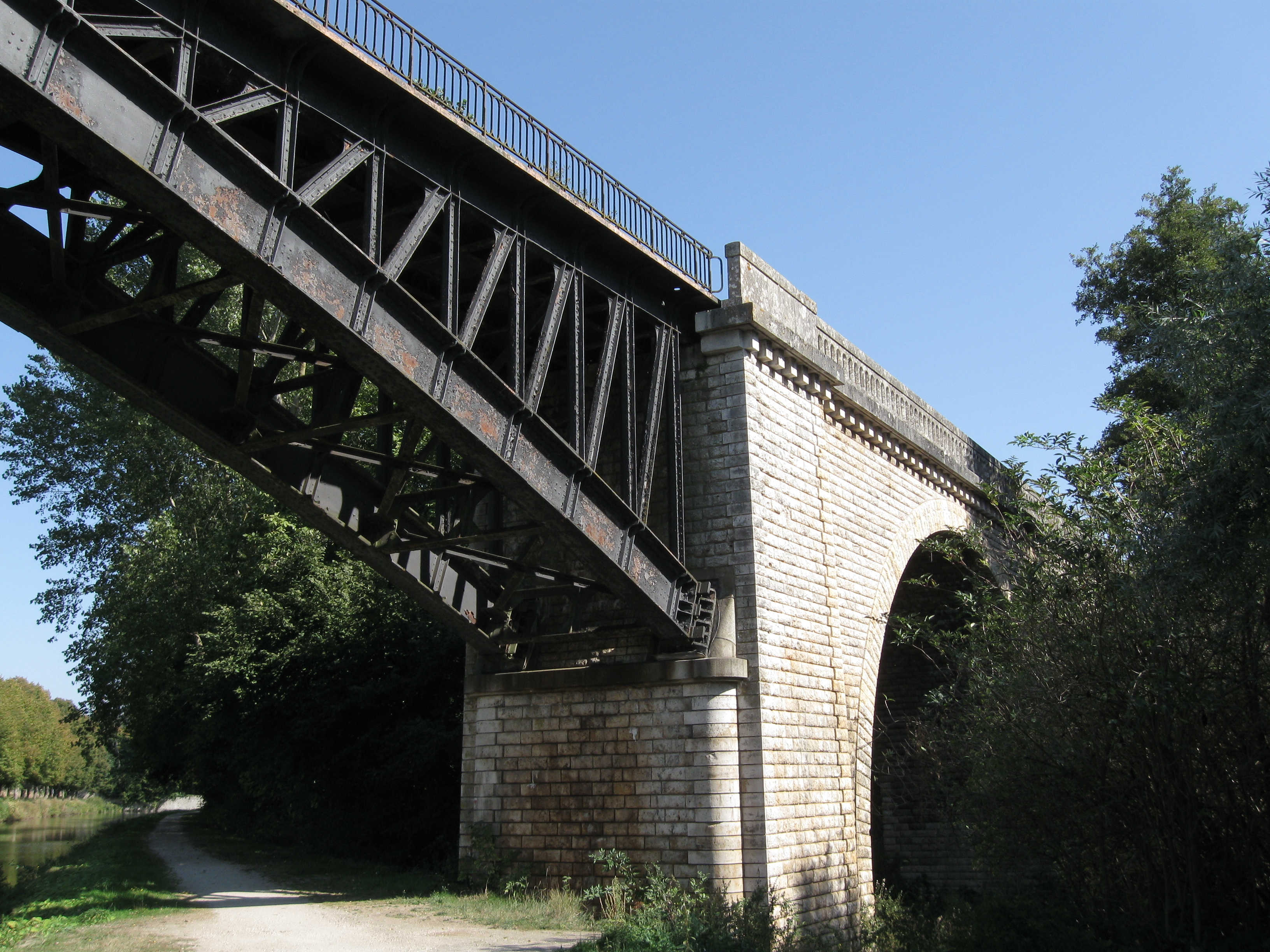
Eisenbahnbrücke
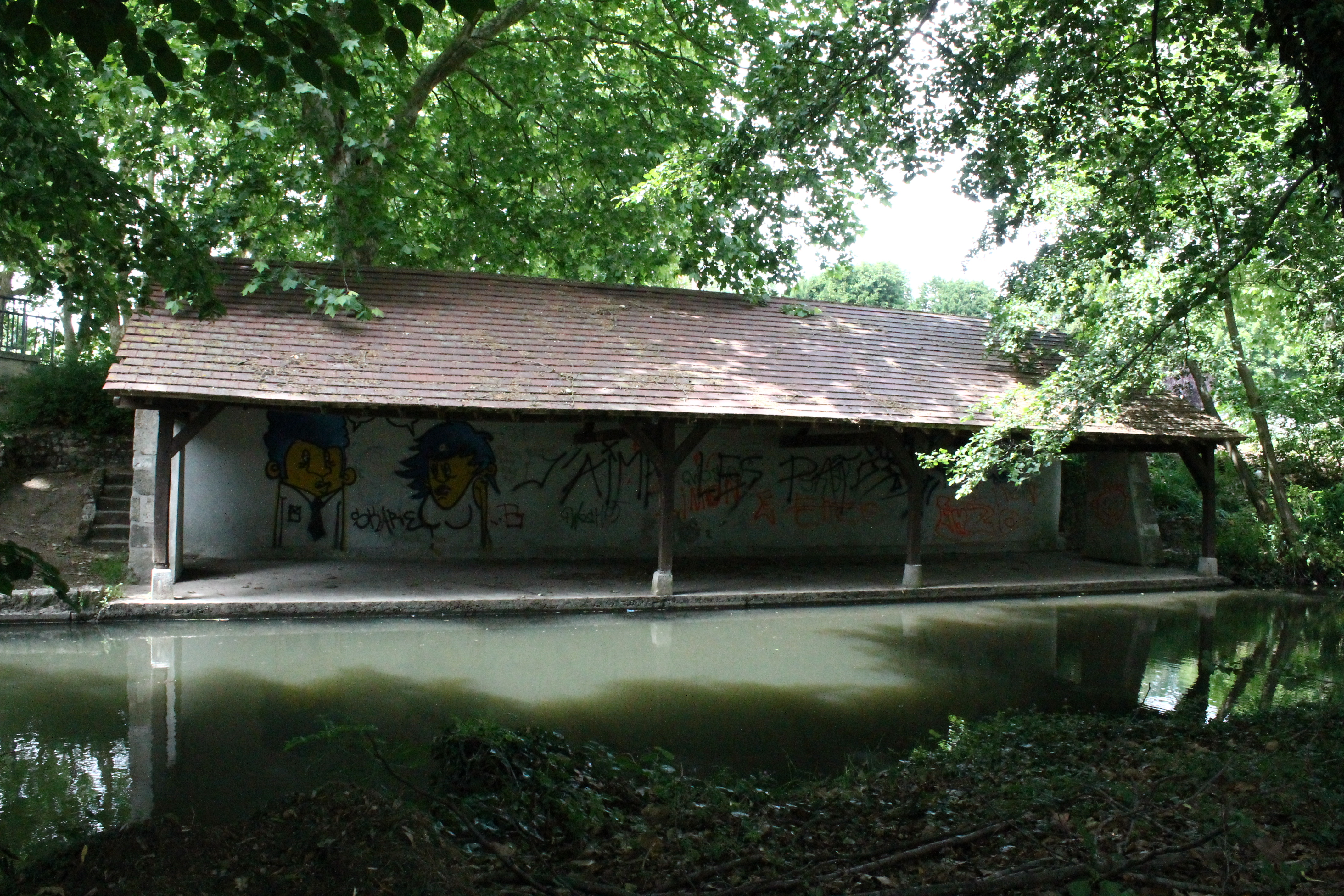
Waschhaus

## Partnergemeinde
Mardié unterhält seit 2000 eine partnerschaftliche Beziehung zur britischen Gemeinde Errol in Schottland.